# Petar Šegvić

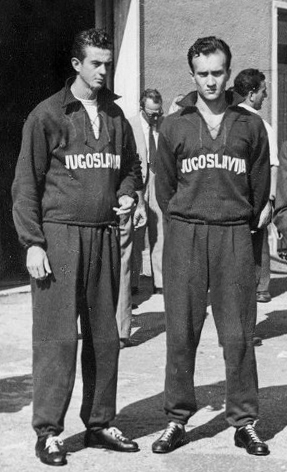
Petar Šegvić (li.) mit Mate Trojanović bei den Olympischen Spielen 1952

Petar Šegvić (* 25. Juni 1930 in Split, Königreich Jugoslawien; † 7. Juni 1990 in Split, SFR Jugoslawien) war ein jugoslawischer Ruderer. 
Šegvić startete für den Verein HVK Gusar aus Split. Bei den Olympischen Spielen 1952 in Helsinki gewann der jugoslawische Vierer ohne Steuermann mit Duje Bonačić, Velimir Valenta, Mate Trojanović und Petar Šegvić den zweiten Vorlauf und das zweite Halbfinale. Im Finale siegten die Jugoslawen mit 2,9 Sekunden Vorsprung auf den Vierer aus Frankreich und erhielten die einzige olympische Goldmedaille für jugoslawische Ruderer.